# 미니 CD

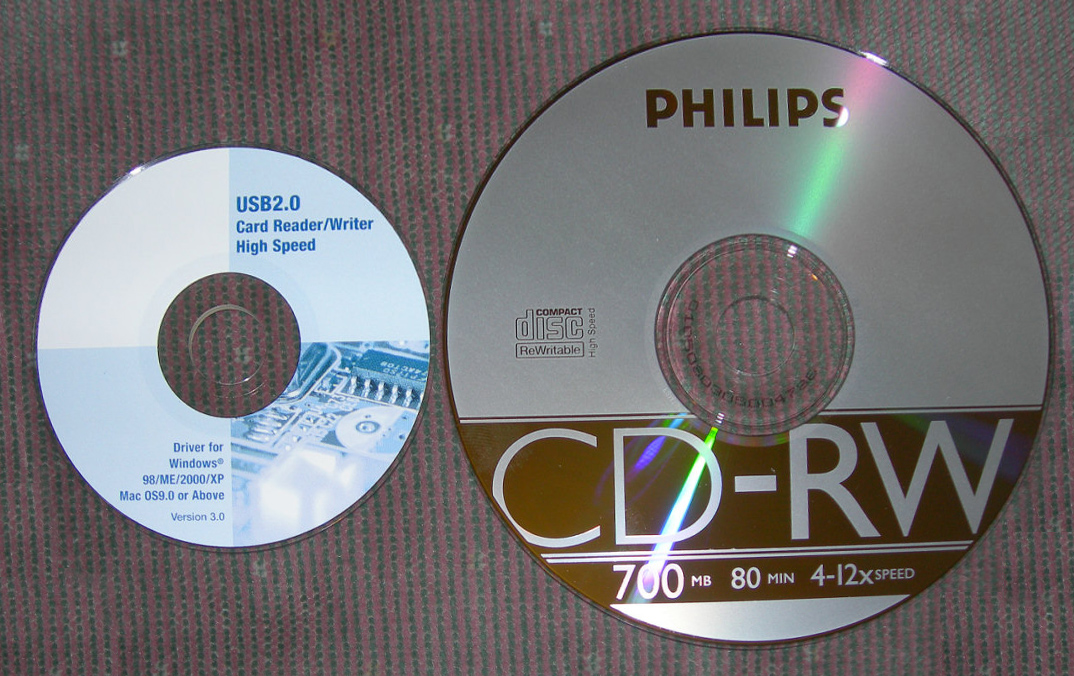
80mm 미니 CD (왼쪽), 표준 120mm CD (오른쪽)

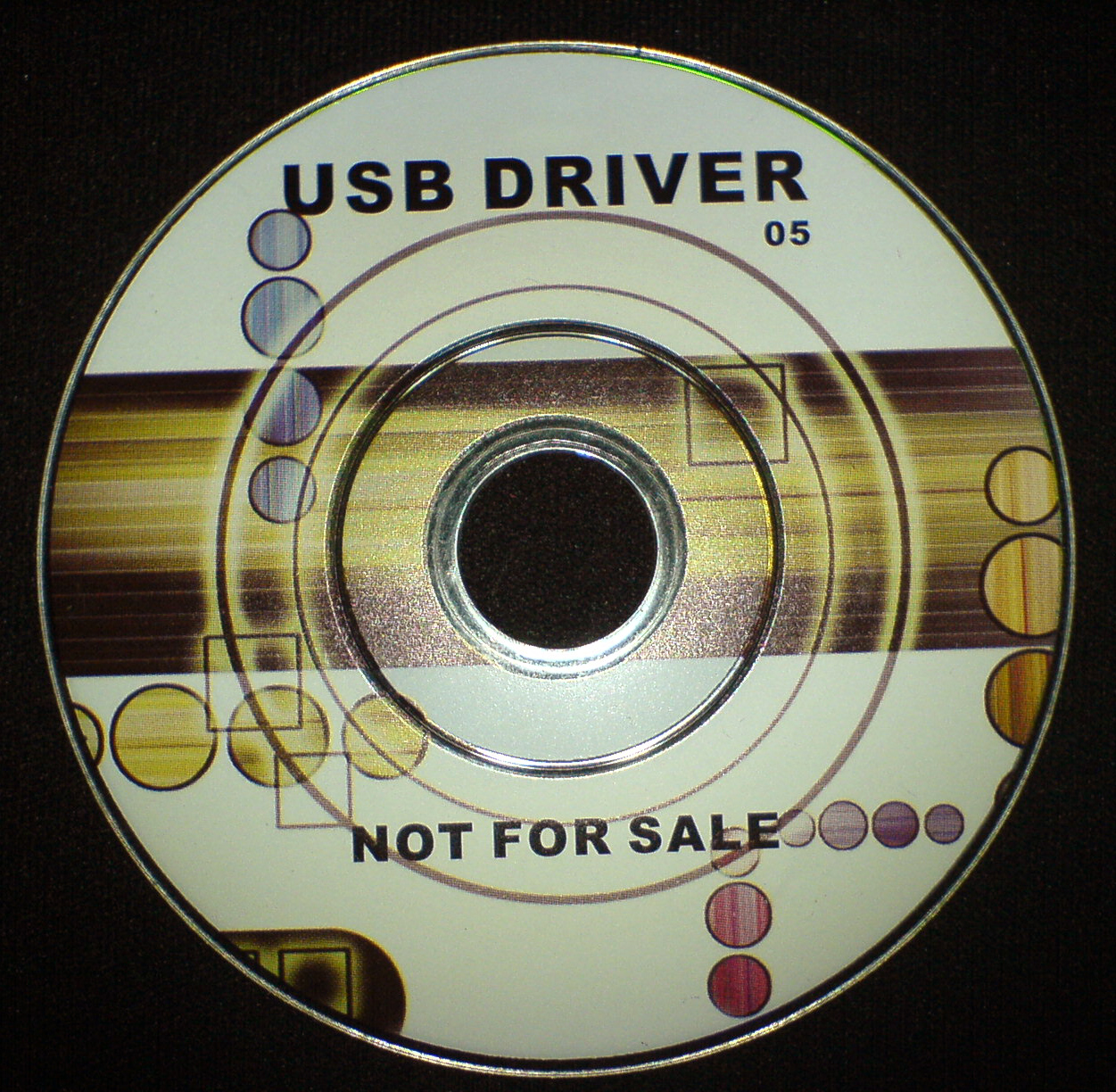
미니 CD는 장치 드라이버와 같은 작은 용량의 데이터를 배포하는 데 가격을 절감할 수 있는 해결책이다.

미니 CD(Mini CD) 또는 포켓 CD는 작은 폼 팩터를 가진 콤팩트 디스크를 말한다.

## 포맷
- 3인치 CD 싱글: 80 mm 디스크이다. 이 포맷은 특정 지역의 오디오 CD 싱글에 주로 쓰인다. 최대 24 분의 음악 또는 210 MB의 데이터를 저장할 수 있다.
  - 저밀도 버전은 18분 또는 155 MB를 저장할 수 있다.
  - 다른 포맷으로는 일반 650 MB CD와 밀도가 같은 21분 (195 MB)이 있다. 700 MB 밀도와 같은 매체로 24분 (210 MB)를 담을 수 있는 포맷도 있다. (미니DVD도 참조하라)
- 비즈니스 카드 CD: 30MB에서 100MB의 기억 공간을 갖는 80mm 디스크이다.
- 60 mm 디스크: 비즈니스 카드의 둥근 버전으로 50MB 정도의 용량을 가진다.

## 미니CD를 사용하는 기기
- 소니 D-88
- 메모렉스 미니 CD MP3 플레이어 (Memorex Mini CD MP3 Player)
- 소니 마비카
- 이메이션 립고 (Imation RipGo)
- 소니 포토 볼트 (Sony Photo Vault)

## 같이 보기
- CD
- 미니디스크